# Greenwood, Pennsylvania
Greenwood är en ort i Blair County i delstaten Pennsylvania, USA.